# Galicowa Grapa
Der Galicowa Grapa ist ein Berg in den polnischen Pogórze Bukowińskie, einem Gebirgszug der Pogórze Spisko-Gubałowskie, mit 980 Metern Höhe über Normalnull.

## Lage und Umgebung
Der Galicowa Grapa liegt unterhalb der Hohen Tatra. Östlich des Gipfels fließt der Gebirgsfluss Białka. 

## Tourismus
Der Gipfel ist von allen umliegenden Ortschaften leicht erreichbar. Er liegt außerhalb des Tatra-Nationalparks. 

### Wanderwege
- ▬ ein rot markierter Wanderweg führt von dem Gipfel Gubałówka über Poronin auf den Gipfel und weiter nach Gliczarów Górny und Bukowina Tatrzańska.

### Skisprungschanze
Auf dem Berg befindet sich die derzeit nicht genutzte Skisprungschanze Galicowa Grapa.